# Club de Yates Americano
El Club de Yates Americano (American Yacht Club en idioma inglés y oficialmente) es un club náutico ubicado en Rye (Nueva York), Estados Unidos. Más concretamente, en Milton Harbor (Long Island Sound).

## Historia
Fundado en 1883 en Nueva York, adquirió sus actuales terrenos en Rye en 1887 por 6000 $. Desde entonces sus deportistas han ganado la Regata Newport Bermuda, regatas transoceánicas y participado en la Copa América.
En 1961 organizó el campeonato mundial de la clase Snipe.

## Deportistas
Deportista destacada del club es Courtenay Becker-Dey, medalla de bronce en los Juegos Olímpicos de Atlanta 1996 en la clase Europe. 

## Flotas
Tiene flotas de J/44, Etchells 22, International, Shields, Ideal 18, Vanguard 15, Laser, Sonar, 420 y Cook 11.